# Aléxandros Mavrokordátos
Aléxandros Mavrokordátos (em grego: Αλέξανδρος Μαυροκορδάτος; n. 1791; Constantinopla - f. 18 de Agosto de 1865) foi um político da Grécia. Ocupou o cargo de primeiro-ministro da Grécia quatro vezes.